# Мурманськ
Му́рманськ (кільд. Мурман ланнҍ, півн.-саам. Murmánska, кол.-саам. Muurman, рос. Му́рманск) — місто в Російській Федерації, адміністративний центр Мурманської області. До 1917 року називалося Романов-на-Мурмані.
Мурманськ є одним із центрів Баренцевого Євро-Арктичного регіону. Одне з найбільших міст Арктики.

## Історія

### Передісторія
Плани створення міста існували ще в 1870-х роках. Перші дослідники прийшли сюди в 1912 році для обстеження навколишньої місцевості. Відомий мореплавець Федір Літке описував навколишню місцевість ще в 1822 році.
Поселення виникло там, де на всій околиці єдиним жителем був лише помор Семен Коржнєв, який жив, ловлячи рибу і харчуючись нею.

## Населення
| 1917     | 1920     | 1926     | 1931     | 1939     | 1956     | 1959     |
| -------- | -------- | -------- | -------- | -------- | -------- | -------- |
| 1300     | ↗2500    | ↗9000    | ↗29 200  | ↗177 069 | ↘168 000 | ↗221 874 |
| 1962     | 1967     | 1970     | 1973     | 1975     | 1976     | 1979     |
| ↗245 000 | ↗287 000 | ↗308 642 | ↗338 000 | ↗363 000 | →363 000 | ↗380 817 |
| 1982     | 1985     | 1986     | 1987     | 1989     | 1990     | 1991     |
| ↗400 000 | ↗452 000 | ↘449 000 | ↘432 000 | ↗468 039 | ↘442 000 | ↗473 000 |
| 1992     | 1993     | 1994     | 1995     | 1996     | 1997     | 1998     |
| ↘468 000 | ↘455 000 | ↘444 000 | ↘406 000 | ↘398 000 | ↘394 000 | ↘387 000 |
| 1999     | 2000     | 2001     | 2002     | 2003     | 2004     | 2005     |
| ↘382 700 | ↘376 300 | ↘370 700 | ↘336 137 | ↘336 100 | ↘329 100 | ↘325 100 |
| 2006     | 2007     | 2008     | 2009     | 2010     | 2011     | 2012     |
| ↘321 000 | ↘317 500 | ↘314 800 | ↘311 209 | ↘307 257 | ↗307 310 | ↘305 034 |
| 2013     | 2014     | 2015     | 2016     | 2017     |          |          |
| ↘302 468 | ↘299 148 | ↗305 236 | ↘301 572 | ↘298 096 |          |          |

## Економіка

### Морський порт
Основа міста — один з найбільших незамерзаючих портів в Росії. Він складається з трьох частин: Рибний порт, Торговий порт і Пасажирський. В цей час спостерігається тенденція витіснення Торговим портом всіх інших. В першу чергу це пов'язано з тим, що Мурманськ служить перевалочним пунктом при експорті кам'яного вугілля, що різко збільшився останнім часом, а також зменшенням надходження риби (яку по економічних причинах вигідно поставляти на експорт). У травні 2007 роки було прийнято рішення про створення в порту Мурманська вільної економічної зони. Порт Мурманська є портом приписки барка «Сєдов», найбільшого парусника в світі.

### Промисловість
Частка промислової продукції, що випускається в Мурманську, у загальнообласному ВВП за підсумками 2002 року склала 17,7% Основні галузі промисловості: рибодобувна і рибопереробляюча, морський транспорт, судноремонт, морські, залізничні і автомобільні перевезення, металообробка, харчова промисловість, морська геологія, геологорозвідувальні роботи на шельфі арктичних морів.
Дуже важливу роль в економіці міста грає Октябрська залізниця: незважаючи на розвиток автомобільного і морського транспорту велика частина вантажів перевозиться саме залізничним транспортом. Інші найбільші підприємства міста: «Союз рибопромисловців Півночі», морське «пароплавство Мурманська», судноремонтний завод «Мурманська Мінморфлота», «Севморпуть», «Арктікмортефтегазразведка», науково-виробниче підприємство «Моргео» і найбільший у рибодобувній галузі «Мурманськ траловий флот».
Основні види продукції, що випускаються в місті, включають вироби з риби, консерви, металовироби, промислове устаткування, тару і пакувальний матеріал.

### Транспорт
Мурманськ є кінцевим пунктом федеральної автомагістралі «Кола» (М18) (Санкт-Петербург — Петрозаводськ — Мурманськ). У 2005 року був відкритий міст через Кольську затоку, що є найдовшим мостом за Полярним колом. У Мурманську починається Північний морський шлях, а морське «пароплавство Мурманська» є єдиним керівником атомних криголамів. У Мурманську діє електрифікована залізниця, велика частина залізничних пасажирських і товарних перевезень здійснюється в південному напрямі.
Міський транспорт представлений автобусами і тролейбусами. За станом на 2005 рік Тролейбус Мурманська, найпівнічніший в світі, має 5 маршрутів, що діють. У 1918–1934 в місті існувала лінія вузькоколійного бензомоторного трамвая, закрита у зв'язку з появою автобусного транспорту.
Аеропорт Мурманська знаходиться в селищі Мурмаши, за 23 км від міста.

## Відомі люди

### Народилися
- Авраменко Василь Кузьмич (* 1936) — український художник.
- Алексєєв Микита Сергійович (* 1981) — російський хокеїст, правий нападник.
- Константинов Володимир Миколайович (* 1967) — колишній радянський хокеїст.
- Курьохін Сергій Анатолійович (1954—1996) — музикант-авангардист, джазовий музикант, композитор, актор.
- Ляшенко Роман Юрійович (1979—2003) — російський хокеїст, що грав на позиції центрального нападника.
- Мальгіна Ірина Анатоліївна (* 1973) — російська біатлоністка, чемпіонка світу з біатлону в змішаній естафеті, п'ятиразова чемпіонка Європи з біатлону, переможниця та призерка етапів Кубка світу з біатлону.
- Михайлова Світлана Володимирівна (* 1956) — радянська і російська театральна акторка.
- Огнєвіч Злата Леонідівна (* 1986) — українська співачка.
- Огородніков Володимир Іванович (1947—2006) — український геолог, доктор геологічних наук, професор Київського національного університету імені Тараса Шевченка.
- Семенов Олексій Анатолійович (* 1981) — російський хокеїст, захисник.
- Соколова Ірина Леонідівна (* 1940) — російська актриса.
- Шевчук Ірина Борисівна (* 1951) — російська акторка.

### Міські голови
- Найдьонов Олег Петрович — 1991—2003.